# بنجامين براون مارتن
بنجامين براون مارتن (بالإنجليزية: Benjamin Brown Martin)‏ هو كاريكاتيري أمريكي، ولد في 1 يونيو 1883 في فارغو في الولايات المتحدة، وتوفي في 22 أبريل 1932 في بلومنجتون في الولايات المتحدة.